# Dragoljub Lazarov
Dragoljub Lazarov je (20. veljače 1950. - Zagreb, 29. studenog 2021.) je bio hrvatski kazališni, televizijski i filmski glumac.

## Životopis
Diplomirao je AKFTV (danas ADU) 1979. Tijekom studija surađivao je s kazališnom radionicom Pozdravi, Histrionima i K.G.P.T. Član je Dramskog kazališta Gavella od 1990.

## Filmografija

### Televizijske uloge
- "Nepokoreni grad" (1982.)
- "Velo misto" (1981.)
- "Mačak pod šljemom" (1978.)

### Filmske uloge
- "Ko te šiša" kao tip (2016.)
- "Zapamtite Vukovar" (2008.)
- "Kasni ručak" (2002.)
- "Crvena prašina" kao službenik u ciglani (1999.)
- "Samo jednom se ljubi" kao Pero (1981.)
- "Povratak" kao žandar (1979.)
- "Okupacija u 26 slika" kao Ivo Vučić (1978.)

### Kazališne uloge
- "Povratak Arlekina", Kazališna radionica Pozdravi; redateljica: Ivica Boban, 1976.
- "Hamlet", William Shakespeare & Tom Stoppard; redatelj: Zlatko Bourek, 09.01.1982.
- "Umišljeni bolesnik", Moliere; redatelj: Zlatko Bourek, 29. rujna 2000.
- "Kroatenlager", Miroslav Krleža; redatelj: Zlatko Vitez, 11. prosinca 2001.
- "Mladoženja Barillon", Georges Feydeau; redatelj: Božidar Violić, 4. ožujka 2002.
- "Kuća & vrt", Alan Ayckbourn; redatelj: Nina Kleflin, 24. i 25. svibnja 2002.

## Vanjske poveznice
- Stranica na Gavella.hr  Arhivirana inačica izvorne stranice od 5. kolovoza 2009. (Wayback Machine)
- Dragoljub Lazarov u internetskoj bazi filmova IMDb-u (engl.)